# Sulfur de coure(II)
El sulfur de coure(II) o monosulfur de coure és un compost químic amb coure i sofre. Es presenta a la natura en el mineral covel·lita. Es fa servir en catàlisi i en fotovoltaica.
El monosulfur de coure es pot preparar passant gas de sulfur d'hidrogen en una solució de la sal de coure (II).